# Минский троллейбус
Ми́нский тролле́йбус (бел. Мінскі тралейбус) — троллейбусная система города Минска, действующая с 1952 года. По состоянию на август 2025 года является самой большой троллейбусной системой в мире по количеству и длине маршрутов, а также по охвату (на 1 км троллейбусной сети приходится примерно 1,12 км² площади города). Действуют 65 маршрутов, эксплуатируются 687 троллейбусов (в том числе с увеличенным автономным ходом), которые обслуживаются четырьмя троллейбусными парками. Управляется государственным предприятием «Минсктранс». По состоянию на март 2025 года существует 277 км контактной сети и 35 км автономных участков, из чего общая длина сети составляет 307 км.

## История

### Советский период

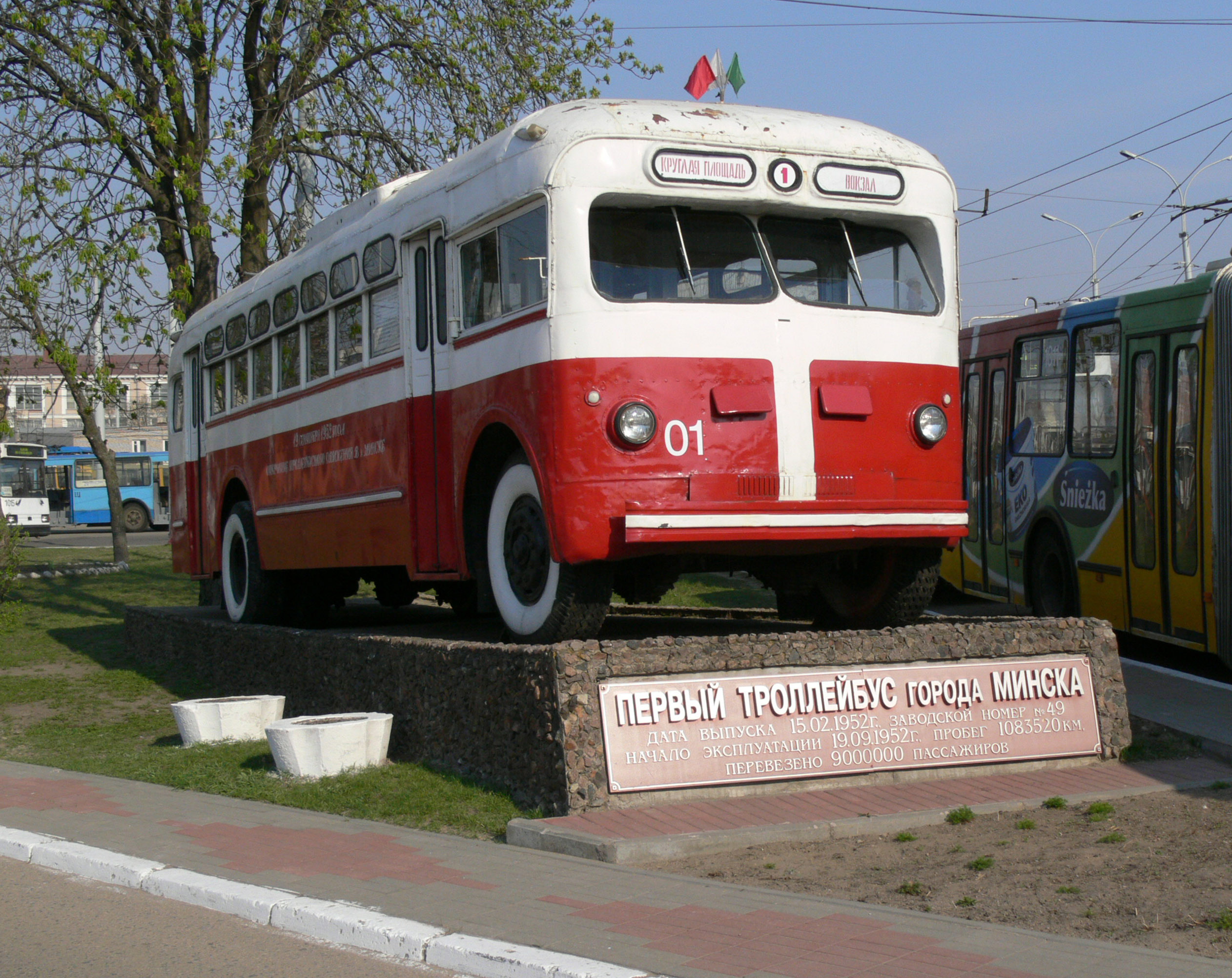
Памятник первому минскому троллейбусу

Проектирование троллейбусной сети в Минске началось после окончания Великой Отечественной войны, 17 ноября 1949 года Совет министров БССР принял постановление о строительстве в Минске троллейбусной линии. В начале 1952 года в город доставили арматуру и оборудование, а также с завода имени Урицкого, находящегося в Энгельсе прибыла первая партия из нескольких троллейбусов. Одновременно с этим проводилось переоборудования трамвайного депо в трамвайно-троллейбусное. Изначально, запуск троллейбуса в Минске был запланирован на 3 июля 1952 года — к годовщине освобождения города от немецко-фашистских захватчиков, однако машины вышли на маршрут вышли только 19 сентября. Первый маршрут троллейбуса следовал от вокзала до Круглой площади (ныне — площадь Победы) по проспекту Сталина (ныне — Независимости). Общая протяжённость по маршрутному кольцу составила более 6 километров, а на линии работали 5 троллейбусов.
На маршруте работали троллейбусы МТБ-82Д, самый первый открывший троллейбусное движение сохранился в качестве музейного экспоната и памятника и находится в хорошем состоянии, благодаря своему дюралюминиевому кузову. В 1950-е годы в троллейбусах работали кондукторы, и пассажиры заходили в салон только через задние двери, где оплачивали проезд. Стоимость варьировалась в зависимости от дальности поездки, позже появилась постоянная цена в 25 копеек, затем — 40. После открытия первой линии сразу же началось её продление — от Круглой площади до парка Челюскинцев, и 21 февраля 1953 года по новому участку пошли троллейбусы.
К 1956 году протяжённость троллейбусных маршрутов составила 16 километров, в эксплуатации находились 39 троллейбусов. В 1957 году действовало два маршрута: обсерватория — вокзал и Парк Челюскинцев — аэропорт, протяжённость линий составляла уже 22 километра. В августе 1958 года началась реконструкция проспекта от Долгобродской улицы до парка Челюскинцев, из-за чего троллейбусное движения снова было сокращено до Круглой площади. В этом же году, после того как было завершено строительство железнодорожного путепровода над улицей Свердлова были открыты 3-й и 4-й маршруты до автомобильного и тракторного заводов. 5 сентября 1959 года троллейбусная линия была проведена к камвольному комбинату, по которой был запущен троллейбус 5-го маршрута до площади Якуба Коласа. В начале 1960-х троллейбус стал вытеснять трамвай с городских улиц — несколько линий были демонтированы или перенесены.
К началу 1960 года в Минске работали уже 6 маршрутов, насчитывалось 100 троллейбуса МТБ-82, но город перестал закупать новые машины. В сентябре 1969 году списано несколько троллейбусов МТБ-82, а к 1971 году их осталось всего 49 штук. Через полтора года списания продолжились и в итоге остались только два троллейбуса МТБ-82. Осенью 1966 года в Минске первым в СССР был перенят передовой опыт киевлян. Началась эксплуатация троллейбусных поездов Владимира Веклича. Они состояли из двух машин МТБ-82Д. 30 апреля 1960 года в город прибыли 2 троллейбуса СВАРЗ-ТБЭС-ВСХВ-57 производства подмосковного завода СВАРЗ. В январе 1961 года в Минске было 6 таких машин, в 1971 году — 11 штук, к 1973 году количество вновь сократилось до 6 штук. Несмотря на хорошее качество машин, кузов имел некоторые недостатки, и троллейбусы были полностью списаны в 1970-е годы.

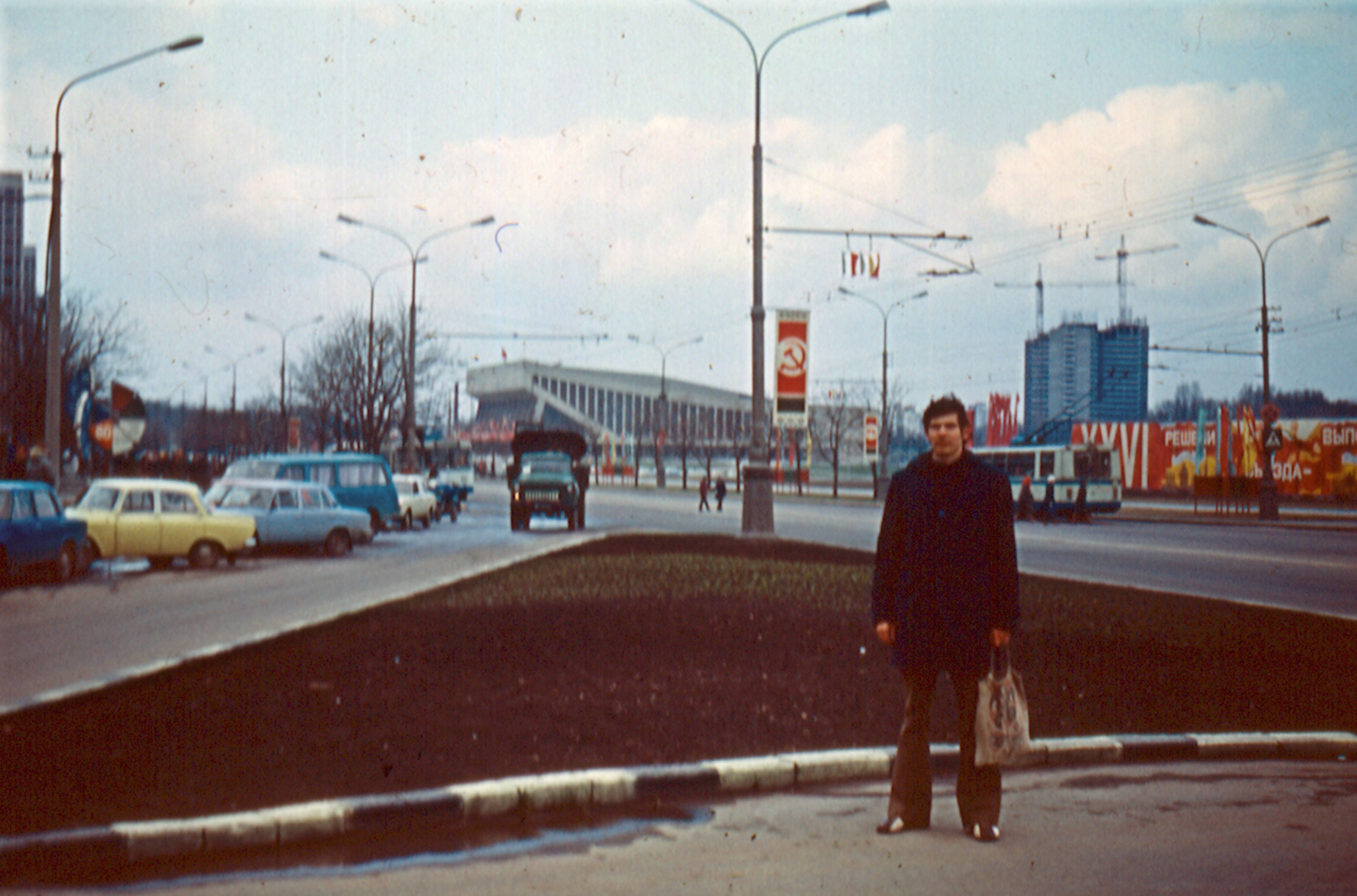
Троллейбусы на проспекте Машерова, возле Дворца спорта в 1981 году

С июня 1960 года в троллейбусах перестали работать кондукторы, которых заменила «касса-копилка». В 1963—1964-х годах были возведены линии в микрорайоны улиц Орловской и Харьковской, 2-й маршрут был продлён до улицы Чайковского. В 1967 году было построено новое трамвайное депо, а старое трамвайно-троллейбусное было переоборудовано в полностью троллейбусное. К 50-летию Октябрьской революции были запущены троллейбусы 12-го маршрута — по улицам Куйбышева, Горького и Немиге. Были также открыты 11-й «разгрузочный» маршрут до улицы Лермонтова и 13-й — к Раковскому шоссе. Ежедневно на городских улицах работали 173 троллейбуса и 164 трамвая. В 1968 году началась реконструкция улицы Опанского (ныне — Кальварийская), связи с чем был закрыт 2-й трамвай, 13-й троллейбус запущен по обходной линии, а также открыт 14-й маршрут от Ленинского проспекта до котельно-радиаторного завода. 31 декабря 1969 года введён в эксплуатацию 15-й маршрут от тракторного завода до камвольного комбината. Благодаря такому развитию маршрутной сети троллейбус за год перевёз 4,34 млн пассажиров и получил 50,3 тыс. рублей сверхприбыли.
В 1970 году введены в строй линия в Чижовку, линия по Партизанскому проспекту была продлена до микрорайона Ангарская, для питания линии возведены 5 автоматических одноагрегатных тяговых подстанций. Впервые схема энергоснабжения контактной сети была спроектирована так, что в случае выхода из строя подстанции ток мгновенно поступал на отключённые участки. В 1971 году было открыто троллейбусное депо № 2 на Денисовской улице.

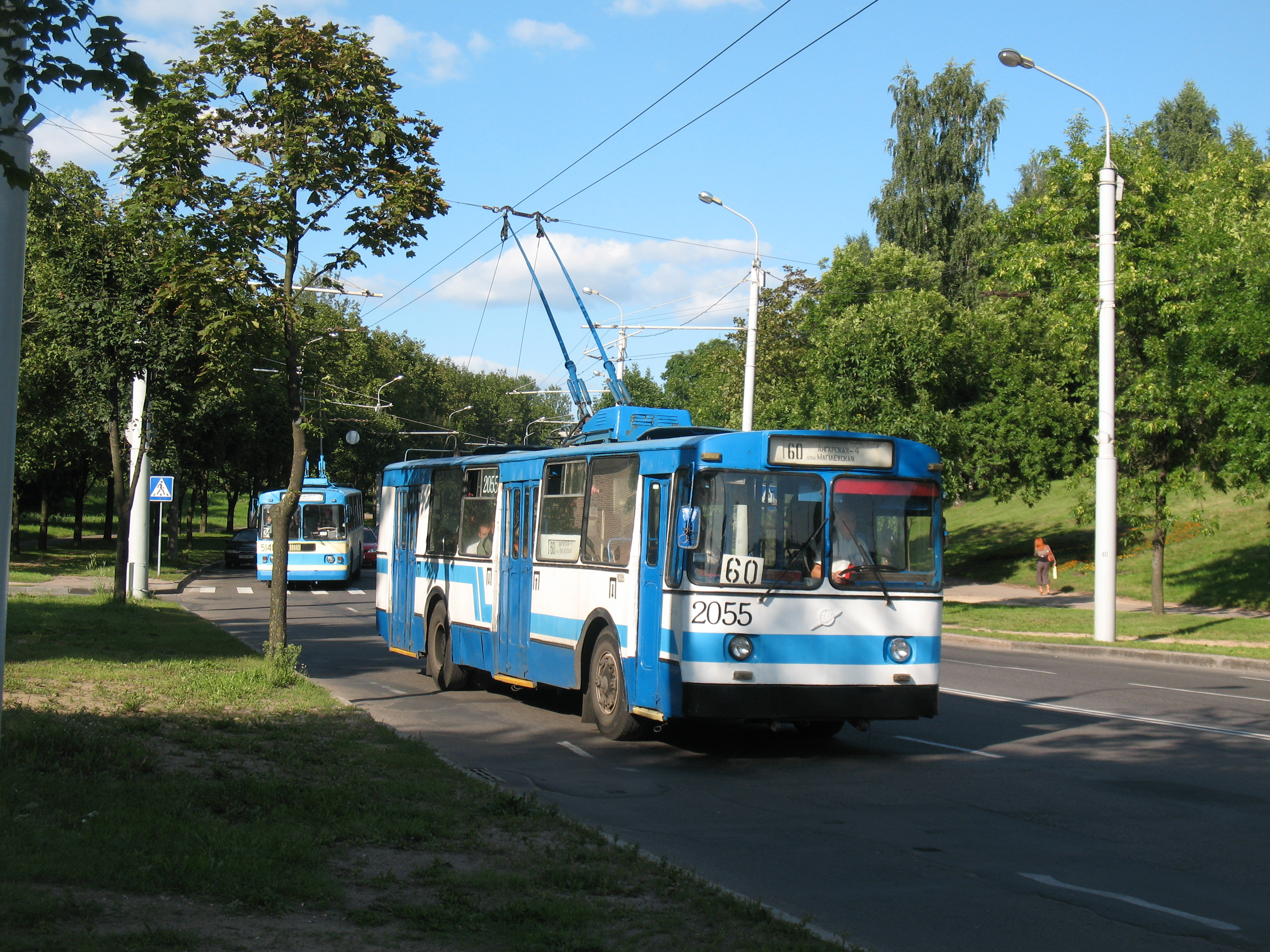
ЗиУ-682В в Минске

С июля 1962 года в город стали поставляться троллейбусы ЗиУ-5, январю 1971 года в городе было уже 270 троллейбусов этой модели. В это же время минским электротранспортом ежедневно перевозилось 550—600 тысяч пассажиров, по городу курсировали более 400 единиц подвижного состава.
В середине 1970-х годов была возведена первая совместная автобусно-троллейбусная диспетчерская станция на улице Калиновского, а также проложен 18-й маршрут в Зелёный Луг-2. Для увеличения манёвренности троллейбусов были сооружены разворотные кольца на улицах Опанского, Ванеева и Ленинградской. Помимо этого, в начале 70-х ряд минских предприятий («Луч», «Горизонт», фабрика «Коммунарка») заключили с троллейбусно-трамвайным управлением доровор о доставке и вывозке своих товаров, тем самым было положено начало грузовому троллейбусу. Учитывая, что крупнейшие минские универмаги располагались рядом с троллейбусными магистралями (например, ГУМ, ЦУМ иун-маг «Беларусь»), то доставка промтоваров этим видом транспорта считалось менее энергозатратным и было экологически чистым. Основным подвижным составом грузового троллейбуса стал КТГ-1, который прослужил в этом качестве до распада СССР, а затем до середины 2010-х использовались как служебные машины.
В 1972 году в Минск прибыли ЗиУ-682 (известный как ЗиУ-9), производства Завода имени Урицкого в Энгельсе. В дальнейшем, помимо ЗиУ-9, в Минске также работали ЗиУ-683, ТролЗа-6205, которые были списаны к 2008 году.
В начале 1972 года Минск стал первым городом в СССР, который перешёл на безкассовую талонную систему оплаты проезда — талоны стали реализовываться в киосках Союзпечати и у водителей. В 1972 году введена в эксплуатацию линия в Серебрянку, куда от тракторного завода и Привокзальной площади были пущены маршруты № 19 и № 20. В 1967—1972 годы смонтирована троллейбусная линия по Парковой магистрали (нынешний проспект Победителей, по которой был запущен 21-й маршрут от Ленинского проспекта до завода холодильников. В 1973 году появился 22-й маршрут, продолжительностью более 10 километров от площади Бангалор до Республиканской улицы (ныне — Городской Вал). Тогда же были проложены 8 километров подземных кабельных путей и построена очередная тяговая подстанция. В 1974 году вступили в строй маршрут № 23, соединивший центр города с улицей Одоевского, № 24 (Серебрянка — МАЗ) и № 26 (Чижовка — Кабушкина). 9 мая 1974-го проложена линия по улице Кропоткина и открыта новая диспетчерская «Карастояновой», куда был продлён 22-й маршрут и запущен обновлённый 23-й в Зелёный Луг-1. В декабре 1974 года введены ещё два маршрута — 25-й и 28-й. Открылись также новые линии по Орловской и Типографской (ныне — Сурганова) до Ленинского проспекта, за год минский троллейбус перевёз 189 млн пассажиров. С 1975 года маршрут № 1, ходивший до Обсерватории, стал курсировать от вокзала до Зелёного Луга через микрорайон Восток. К двум маршрутам были добавлены дополнительные маршруты № 3Д (Автозавод — Вокзал) и № 16Д (Чижовка — ф-ка «Коммунарка»), курсировавшие в час «пик». В 1975 году в Минске насчитывалось 29 маршрутов, протяжённость одиночной троллейбусной линии составляло 191,3 км, по городу курсировало 505 пассажирских троллейбусов, которыми перевезены 191,6 млн пассажиров. Также насчитывалось 32 грузовых троллейбуса, которые обслуживали 10 промышленных предприятий.
К концу 1970-х годов продолжилась реконструкция улиц и площадей, удлинялись старые и открывались новые троллейбусные маршруты. Появились два разгрузочных маршрута — 30-й (Серебрянка — ф-ка «Коммунарка») и 32-й (ДС Калиновского — Площадь Якуба Коласа). По реконструированной улице Казинца была проложена линия маршрута № 27 от Курасовщины до вокзала. Седьмой маршрут был продлён от разворотного кольца «Каховская» до диспетчерской «Карастояновой». Открылся 31-й маршрут от Ленинского проспекта до новой диспетчерской «Запад-3», которая на тот момент, была самой отдалённой точкой города. Позже этот маршрут стал «пиковым», а 13-й маршрут продлён до «Запад-3». В 1979-м было открыто троллейбусное депо № 3, в 1985-м — троллейбусное депо № 4 и в 1988-м — троллейбусное депо № 5.
В 1980 году протяжённость эксплуатационной одиночной троллейбусной линии в Минске составила 301 км, в 1985—359 км, в 1990—484 км. По состоянию на 1980 год насчитывалось 180 троллейбусов ЗиУ-5, которые были списаны к середине 1980-х годов заменены на ЗиУ-9.

### Постсоветский период

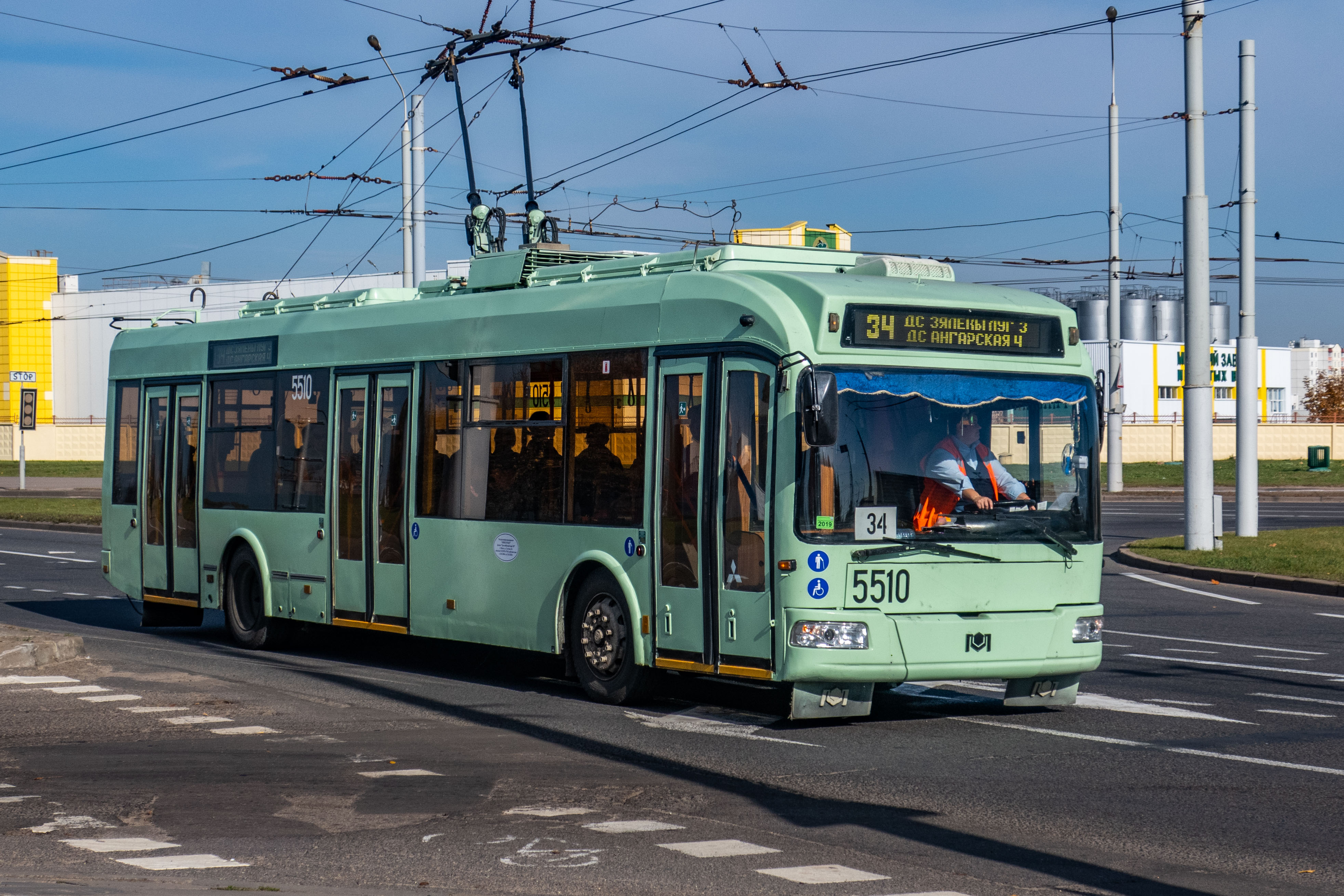
Троллейбус АКСМ-321, эксплуатируемый в Минске с 2003 года (в разных модификациях)

После распада Советского Союза развитие троллейбуса несколько замедлилось и до середины 1990-х годов новые линии троллейбуса не прокладывались. Из-за проблем с поставками нового подвижного состава, в Минске был разработан ЗиУ-9 собственной конструкции, который собирал Минский завод «Белкоммунмаш». Этой модели было присвоено собственное название — БКМ-101, или АКСМ-101. Троллейбус оснащён двигателем РКСК и ДК-213. Модель выпускалась с 1994 по 2001 год. Все БКМ-101 были списаны в 2008 году. И если БКМ-101 был «срисован» с ЗиУ-682, то следующий троллейбус был полностью белорусским — это Белкоммунмаш-201, первый экземпляр которого был выпущен в 1996 году. С 2000 года выпускается его удлинённая версия — Белкоммунмаш-213, высокопольный троллейбус с рамной базой. В конце 1990-х стали поставляться троллейбусы нового поколения — низкопольный МАЗ-103Т, практически полностью унифицированный с автобусом МАЗ-103. В скором времени стало возможным снятие МАЗ 103Т с производства и заменить его современной моделью МАЗ-203Т70.
В апреле 1993 года Минское трамвайно-троллейбусное управление было преобразовано в УП «Минскгорэлетротранс», которое в ноябре 2003 года вместе с другими транспортными предприятиями «Минскпассажиравтотранс», «Управления транспорта и связи Мингорисполкома» и «Минский метрополитен» объединены в ГП «Минсктранс».
В августе 2002 года демонтирована контактная сеть от Главпочтамта до площади Якуба Коласа, три троллейбусных маршрута от аэропорта «Минск-1» до восточных и северных районов города упразднены, маршрут № 5 разделён на два, маршруты № 27, 47 и 51 укорочены. 18 сентября 2006 года был закрыт троллейбусный парк № 1.
С 12 мая 2017 года был запущен новый вид электрического транспорта — электробус. Им был заменён 59 троллейбусный маршрут, следовавший с ул. Долгобродская до ДС «Серова». Вначале курсировали лишь 2 машины, но с поступлением всей партии в 20 штук, к ноябрю 2017 работа троллейбусов на маршруте была прекращена. В августе 2017 на электробусы был заменён и маршрут 43, следовавший от ДС «Серова» до ДС «Дружная».
В 2019 году была снова установлена контактная сеть на конечной станции «Серова» и совместно с электробусами начали курсировать троллейбусы № 43 и № 59. С августа 2019 года работа электробусов на этих маршрутах прекращена. Электробусами планируется заменять не троллейбусные, а автобусные маршруты. Для запуска бесконтактных троллейбусов Минск запросил у Гродно (который на тот момент времени эксплуатировал данные троллейбусы уже почти 2 года) полный отчёт о состоянии машин.

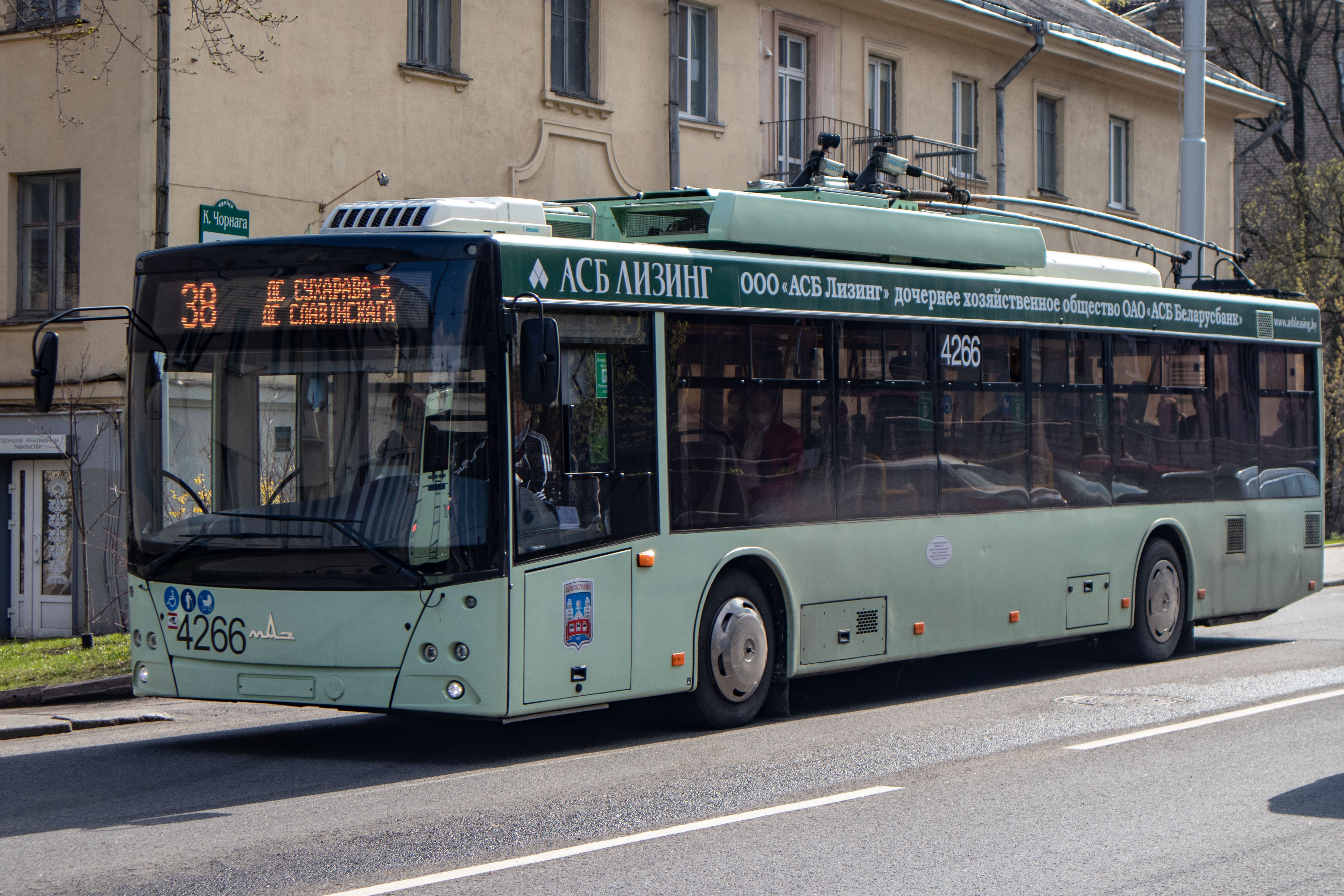
Троллейбус МАЗ-203Т (борт. № 4266) с опущенными токоприёмниками на 38-м маршруте

17 июня 2021 года троллейбус АКСМ-321, токоприёмники которого сошли с контактной сети на улице Ваупшасова, начал движение с горки без водителя и врезался во встречный троллейбус. Несколько пассажиров пострадали.
С середины 2010-х годов в Минске имеется тенденции к замене некоторых автобусных маршрутов троллейбусными. Первым таким стал маршрут автобуса 92с, следовавший от Чижовки до станции метро «Академия наук» и заменённый 1 декабря 2013 года на троллейбус № 92, с изменением трассы движения от ДС «Чижовка-6» до ДС «Карастояновой». 1 декабря 2014 года по 77-му автобусному маршруту (Красный Бор — улица Сапёров) стали курсировать троллейбусы, а маршрут продлён до Сухарево, вместо улицы Бурдейного новый маршрут прошёл по улица Одинцова, которая находится несколько южнее. С началом закупок городом троллейбусов с увеличенным автономным ходом тенденция стала усиливаться. 1 марта 2021 года автобусный маршрут 56 (ДС «Серебрянка» — Дражня) стал троллейбусным, 1 октября то же самое произошло с автобусами маршрута № 90 (АС «Юго-Западня» — улица Юрия Семеняко). 1 июня 2022 года были отменены автобусные маршруты № 38 (ДС «Карастояновой» — Бобруйская улица) и № 123 (ДС «Лошица-2» — площадь Независимости), вместо которых троллейбусный маршрут № 22 (ДС «Карастояновой» — станция метро «Площадь Якуба Коласа») был продлён до ДС «Лошица-2» со следованием по проспекту Независимости. Таким образом, спустя почти два десятилетия троллейбус вернулся на главную дорожную магистраль города (без восстановления контактной сети), если не учитывать короткий период в январе—феврале 2022 года, когда после обрушения моста на Немиге троллейбусные маршруты № 40, 53 на автономном ходу совершали объезд по проспекту. Введённый в ноябре 2021 года на период ремонта 36-й поликлиники автобусный маршрут № 179 (ДС «Ангарская-4 — станция метро Могилёвская»), с 1 сентября 2022 года был заменён на троллейбусный маршрут № 79 с сохранением графика работы и трассы следования. С 1 декабря 2022 года троллейбусный маршрут № 2 был заменён на автобусный маршрут №т2, по причине — нехватка водителей. С 16 февраля 2025 года частично восстановлено движение троллейбусов по маршруту № 2.

## Конфигурация сети

Развитие троллейбусной сети с 1952 года (после 1959 года один кадр включает несколько лет). Красным цветом отмечены полностью демонтированные участки контактной сети. Временно закрытые отрезки (из-за ремонта или строительства метрополитена) и перенесённые на новые участки прежних улиц линии не отмечены.

Сеть минского троллейбуса — радиально-кольцевая. Первая линия по главной магистрали города пересекла его по диаметру (1952—1955), но в 2002—2006 годах движение троллейбусов по проспекту Ф. Скорины (сейчас — Независимости) было в два этапа закрыто почти на всём его протяжении. От сформировавшихся транспортных узлов в центральной части города (Привокзальной площади, Института Культуры, Немиги) в разные концы города расходится около десятка радиальных линий, идущих по крупным магистралям и разветвляющихся в окраинных жилых районах: по улице Маяковского к Камвольному (1959) и хладокомбинату (1971); по проспекту Рокоссовского в Серебрянку (1972); по Партизанскому проспекту — к тракторному и автомобильному заводам (1958), в микрорайоны Чижовка (1970, 1986) и улицы Ангарской (1973, 1984, 1988); сохранившийся участок по проспекту Независимости — в микрорайоны Уручье (1990, 2000), Восток (1975), Зелёный Луг (1985); по улице М. Богдановича — в микрорайон Зелёный Луг (1973—1974, 1983); по улицам Романовская Слобода, Клары Цеткин, Кальварийской, Тимирязева — к радиаторному заводу (1969), в микрорайоны Масюковщина (1977), Раковское шоссе (1967), Харьковской улицы (1966), улицы Одоевского (1974, 1978), Запад (1977—1987), Кунцевщина (1995), Сухарево (1997—1999); по улицам Московской, Железнодорожной и проспекту Дзержинского (1980—1981) — к микрорайонам улиц Лермонтова (1965), Уманской (1967), Семашко (1984), Юго-Запад (1980—1987), Малиновка (1997, 2002), к аэропорту Минск-1 (1956, закрыта в 2002), в Курасовщину (1975, 1984) и в микрорайон улицы Серова (1986); от площади Якуба Коласа — к микрорайону улицы Карастояновой (1964, 1975—1976). Радиальная линия из центра города по проспекту Машерова (бывшей Парковой магистрали, теперешнему проспекту Победителей) к радиаторному заводу (1967—1972) и в микрорайон Веснянка (1987—1992) на большем своём протяжении закрыта в 2006 году. Так же была Линия троллейбусов до Автостанций Московская Она была примерно открыто 2003-м году. Но потом из за Строительство Газпром центра её закрыли. 
Помимо радиусов, почти полностью покрыто троллейбусными линиями так называемое «Второе транспортное кольцо» — улицы Ванеева (1969), Ваупшасова (1978), Радиальная (1978), Столетова, Академическая (1977), Сурганова (1974), Орловская (1974—1978), проспект Пушкина (1978—1980), проспект Жукова (частично, 1984). Существуют также хордовые линии, связывающие между собой микрорайоны в срединной зоне и на периферии города — по улицам Крупской (1983), Радиальной (1994), Филимонова (1982), Всехсвятской и Гинтовта (2010), Гурского (1979—1980), Бельского (1978, 1992), Горецкого (2007), Могилёвской (1988).
Линии по улицам Куйбышева (1978), Кедышко (1975—1980) появились как временные при строительстве первой линии метрополитена, но впоследствии движение по ним сохранилось.
Достаточно необычной является линия по улицам Долгобродской, Плеханова, Якубова (1978, маршрут № 35), полностью продублированная в 1986 трамвайной линией к микрорайону Серебрянка.
В 2010 завершено строительство линии по улицам Прушинских, Янки Лучины, Маяковского, Игуменскому тракту в микрорайон Лошица, в 2012 завершено строительство линии на улице Сухаревской от улицы Шаранговича до улицы Лобанка.
К 2013 году было построено ещё несколько линий в микрорайоне Сухарево. Первая прошла от улицы Лобанка по улицам Сухаревской, Панченко к новой диспетчерской станции «Сухарево-5». Открытие этой линии было намечено на 2 квартал 2013 года, однако произошло только 25 декабря 2013 года. По ней были продлены все маршруты от Д/С «Сухарево», на месте которой осталось разворотное кольцо, но здание диспетчерской было демонтировано. В марте 2014 года впервые открывается вторая линия от улицы Лобанка по улицам Одинцова, Скрипникова до Сухаревской, по которой на три месяца запускается в часы пик новый маршрут 21 от «Д/С Кунцевщина» до «Д/С Сухарево-5», вскоре закрытый в связи с низким пассажиропотоком. Линия вновь стала использоваться с 1 декабря 2014 года с запуском по ней нового маршрута 77 по всем дням недели.
В 2015 была построена линия от улицы Скрипникова по улицам Мазурова, Панченко до диспетчерской станции «Сухарево-5». Однако открытие произошло только 1 ноября 2017 года с продлением по ней 13 маршрута.

## Перспективы
Утверждённый в 2016 году генеральный план развития Минска, предусматривает увеличение протяжённости троллейбусных линий с 212,6 км до 537,4 км. Контактная сеть троллейбуса должна быть построена в микрорайонах Каменная Горка, Домбровка, Сухарево, Лошица и Брилевичи. Этим же планом предусмотрено резервирование территории для строительства нового троллейбусного депо до 2030 года. Несмотря на генплан, по состоянию на 2022 год строительство этих линий так и не началось. В 2020 году город стал закупать троллейбусы с увеличенным автономным ходом (они же электробусы с динамической подзарядкой), которые вскоре стали появляться вместо автобусных маршрутов в микрорайонах, где ранее планировалась прокладка контактной сети. В марте 2020 года было заявлено, что связи с появлением троллейбусов с подзарядкой нет необходимости строить новые троллейбусные линии.

## Пассажиропоток
Доля троллейбуса в перевозке пассажиров по Минску составляет 20 % (по состоянию на 2020 год), тем самым занимая третье место по этому показателю после автобуса и метрополитена. Ежедневно троллейбусами перевозится 354,8 тыс. пассажиров. Связи с открытием новых станций метрополитена и сокращением количества троллейбусов, пассажиропоток падает на протяжении последних лет. Количество пассажиров зависит от времени, на час пик, с 6 до 9 часов и с 15 до 19 часов приходится наибольшее их количество. В утренний пик загружены остановки в спальных районах, особенно в западных и северо-восточных частях города, в вечерний — увеличивается число пассажиров в центре и у станций метрополитена. Одним из самых загруженных маршрутов является диаметральный № 53, пересекающий весь город с юго-запада на северо-восток, проходящий через центр города.
| Перевезено пассажиров за год, млн.: | Перевезено пассажиров за год, млн.: | Перевезено пассажиров за год, млн.: | Перевезено пассажиров за год, млн.: | Перевезено пассажиров за год, млн.: | Перевезено пассажиров за год, млн.: | Перевезено пассажиров за год, млн.: | Перевезено пассажиров за год, млн.: | Перевезено пассажиров за год, млн.: | Перевезено пассажиров за год, млн.: | Перевезено пассажиров за год, млн.: | Перевезено пассажиров за год, млн.: | Перевезено пассажиров за год, млн.: | Перевезено пассажиров за год, млн.: |
| 1980                                | 1985                                | 1990                                | 2000                                | 2005                                | 2008                                | 2009                                | 2010                                | 2011                                | 2012                                | 2013                                | 2014                                | 2015                                |                                     |
| ----------------------------------- | ----------------------------------- | ----------------------------------- | ----------------------------------- | ----------------------------------- | ----------------------------------- | ----------------------------------- | ----------------------------------- | ----------------------------------- | ----------------------------------- | ----------------------------------- | ----------------------------------- | ----------------------------------- | ----------------------------------- |
| 277,9                               | 342,9                               | 477,1                               | 342,9                               | 200,5                               | 186,9                               | 204,5                               | 222,2                               | 225,6                               | 218                                 | 208,4                               | 191,9                               | 173,1                               |                                     |
| 2016                                | 2017                                | 2018                                | 2019                                | 2020                                |                                     |                                     |                                     |                                     |                                     |                                     |                                     |                                     |                                     |
| 155,4                               | 150,8                               | 154,7                               | 160,8                               | 129,5                               |                                     |                                     |                                     |                                     |                                     |                                     |                                     |                                     |                                     |

## Маршруты
В настоящее время в Минске насчитывается 65 троллейбусных маршрутов, общей протяжённостью 1479,61 километр, которые покрывают собою весь город в пределах МКАД, а в микрорайоне Уручье выходит за его пределы. 

### Режим работы
Троллейбусы как и весь общественный транспорт в Минске работает ежедневно с 5 часов утра до 1 часу ночи (самые первые троллейбусы выезжают на маршрут в 4:30, самые последние заезжают в 1:40). По режиму работы маршруты подразделяются на те, которые работают 1) ежедневно, 2) только по будним дням, 3) только по будним дням в час «пик» (с 6 до 9 часов утром и повторно выезжают на маршрут с 15 до 19 часов), 4) по будним дням в час «пик» и целодневно в выходные, 5) отдельные специализированные рейсы выполняемые несколько раз в сутки по будням или выходным. Интервал движения составляет, как правило, от 5 минут (в часы «пик») до 25—30 минут в межпиковое время, в зависимости от загруженности маршрута. По этому показателю, троллейбус опережает автобус, обладающего бо́льшей маршрутной сетью, но уступает трамваю, обладающего компактной сетью, но достаточным количеством подвижного состава, позволяющий поддерживать небольшой интервал движения. В летнее время, обычно с мая по сентябрь из-за сезонного снижения пассажиропотока несколько уменьшается количество единиц, работающих на линии и интервалы несколько увеличиваются. 
Также, в отличие от автобусных маршрутов, у троллейбусных отсутствует классификация на «скоростные» и «экспрессные», ввиду конструктивной возможности одним троллейбусом опередить другой, так как все двигаются питаясь от одной линии. Также, по этой причине все троллейбусы выезжают и съезжают в парк, совершая все промежуточные остановки, за исключением некоторых маршрутов, которые обслуживают ТУАХ, которые как правило, были из автобусного переведены в троллейбусный (например, № 56, 79).

### Организация маршрутов
По направленности пассажиропотока и своему целеполаганию, маршруты троллейбуса подразделяются на те, которые привязаны к определённой станции метро и осуществляют подвоз к ней (например, маршруты № 26 электробус , 27 электробус, 32 электробус , 45, 50, 60, 66), при этом 96,9 % маршрутов троллейбуса проходят хотя бы через одну станцию метрополитена (исключение составляют только маршруты № 15 и 24). Отдельно выделяются маршруты, подвозящие пассажиров от «спальных районов» к промышленной зоне Минского тракторного и моторного завода, которые расположены в отдалении метрополитена (маршруты № 15, 17, которые работают по будням в часы «пик», но в рабочие субботы осуществляют отдельные рейсы). Некоторые маршруты по своему целеполаганию и небольшому пассажиропотоку являются социальными и привязаны к определённому учреждению образования, здравоохранения, общежитию и т.д. (например, маршрут № 79). Относительно небольшая часть маршрутов помимо подвоза к метро, связывает собою несколько районов города. Наиболее протяжёнными маршрутами являются № 34, 38 и 53.
Некоторые маршруты троллейбуса являются оперативными, ситуационными, вводимыми только на момент дорожно-ремонтных работ, дорожно-транспортных происшествий, а также проведения массовых общественных мероприятий (например, в новогоднюю ночь, на день поминовения усопших и т.д.). Наиболее регулярным из таких маршрутов являются 10д, организуемый во время спортивно-массовых мероприятий на Минск-Арене и подвозящий пассажиров к метро «Пушкинская». Во время сбоев в работе движения и невозможности объехать участок с ДТП или обрывом контактной сети, троллейбусы следуют в объезд, как правильно со значительным отклонением от маршрута, либо оборачиваются на ближайшем оборотном кольце (иногда, в таких случаях можно встретить индекс ××Р в конце номера маршрута и изменённую трассу следования на маршрутоуказателе).

### Список маршрутов
Действующие
| №   | Конечные пункты    | Конечные пункты | Конечные пункты    | Парк    | Длина (км) | Прим.                                                                         |
| --- | ------------------ | --------------- | ------------------ | ------- | ---------- | ----------------------------------------------------------------------------- |
| 1   | Зелёный Луг-6      | ↔               | Московская         | 5       | 14,78      | на маршруте эксплуатируются только троллейбусы с увеличенным автономным ходом |
| 2   | ДС «Уручье-2»      | ↔               | Зелёный Луг-6      | 5       | 18,82      |                                                                               |
| 3   | ДС «Ангарская-4»   | ↔               | Вокзал             | 5       | 26,42      |                                                                               |
| 4   | ДС «Одоевского»    | ↔               | АВ «Центральный»   | 3       | 15,13      | на маршруте эксплуатируются только троллейбусы с увеличенным автономным ходом |
| 5   | Червенский рынок   | →               | Вокзал             | 2       | 5,13       |                                                                               |
| 6   | ДС «Лошица-2»      | ↔               | Вокзал             | 2       | 17,03      |                                                                               |
| 7   | ДС «Сухарево-5»    | ↔               | АВ «Центральный»   | 4       | 27,14      | на маршруте эксплуатируются только троллейбусы с увеличенным автономным ходом |
| 8   | ДС «Сухарево-5»    | ↔               | Дружная            | 3, 4    | 26,26      | на маршруте эксплуатируются только троллейбусы с увеличенным автономным ходом |
| 9   | ДС «Кунцевщина»    | ↔               | Городской Вал      | 4       | 23,66      |                                                                               |
| 10  | ДС «Веснянка»      | ↔               | ДС «Малиновка-4»   | 3       | 35,08      |                                                                               |
| 13  | ДС «Сухарево-5»    | ↔               | Городской Вал      | 4       | 21,62      |                                                                               |
| 14  | ДС «Масюковщина»   | ↔               | Городской Вал      | 4       | 14,15      |                                                                               |
| 15  | ДС «Лошица-2»      | ↔               | ДС «Дражня»        | 2, 5    | 23,98      | на маршруте эксплуатируются только троллейбусы с увеличенным автономным ходом |
| 16  | ДС «Чижовка-1»     | ↔               | Вокзал             | 5       | 24,21      |                                                                               |
| 17  | ДС «Дражня»        | ↔               | Чижовка-6          | 5       | 21,92      | на маршруте эксплуатируются только троллейбусы с увеличенным автономным ходом |
| 18  | ДС «Сухарево-5»    | ↔               | Люцинская          | 4       | 15,37      | на маршруте эксплуатируются только троллейбусы с увеличенным автономным ходом |
| 19  | ДС «Курасовщина»   | ↔               | Автозаводская      | 2, 5    | 34,09      |                                                                               |
| 20  | ДС «Серебрянка»    | ↔               | Вокзал             | 2       | 18,34      |                                                                               |
| 21  | ДС «Сухарево-5»    | ↔               | Люцинская          | 4       | 16,97      | на маршруте эксплуатируются только троллейбусы с увеличенным автономным ходом |
| 22  | ДС «Лошица-2»      | ↔               | ДС «Карастояновой» | 2, 5    | 36,67      | на маршруте эксплуатируются только троллейбусы с увеличенным автономным ходом |
| 23  | ДС «Лермонтова»    | ↔               | Червенский рынок   | 2       | 18,45      | на маршруте эксплуатируются только троллейбусы с увеличенным автономным ходом |
| 24  | ДС «Серебрянка»    | ↔               | ДС «Лошица-2»      | 2       | 21,94      |                                                                               |
| 25  | ДС «Кунцевщина»    | ↔               | ДС «Малиновка-4»   | 3       | 28,25      |                                                                               |
| 26  | ДС «Чижовка-1»     | ↔               | Автозаводская      | 5       | 8,47       |                                                                               |
| 27  | ДС «Курасовщина»   | ↔               | Дружная            | 2       | 14,57      | на маршруте эксплуатируются только троллейбусы с увеличенным автономным ходом |
| 29  | ДС «Калиновского»  | ↔               | Музыкальный театр  | 3, 5    | 21,76      |                                                                               |
| 30  | ДС «Серебрянка»    | ↔               | Вокзал             | 2       | 17,43      |                                                                               |
| 31  | ДС «Кунцевщина»    | ↔               | Семашко            | 4       | 21,84      |                                                                               |
| 32  | ДС «Малиновка-4»   | ↔               | Петровщина         | 3       | 11,22      |                                                                               |
| 33  | ДС «Дражня»        | ↔               | ДС «Одоевского»    | 3, 5    | 32,45      |                                                                               |
| 34  | ДС «Ангарская-4»   | ↔               | Зелёный Луг-3      | 5       | 42,22      | на маршруте эксплуатируются только троллейбусы с увеличенным автономным ходом |
| 35  | ДС «Славинского»   | ↔               | ДС «Серебрянка»    | 2, 5    | 33,16      |                                                                               |
| 36  | ДС «Юго-Запад»     | ↔               | ДС «Серебрянка»    | 2, 3    | 34,58      | на маршруте эксплуатируются только троллейбусы с увеличенным автономным ходом |
| 37  | ДС «Уручье-4»      | ↔               | Музыкальный театр  | 5       | 31,5       |                                                                               |
| 38  | ДС «Сухарево-5»    | ↔               | ДС «Славинского»   | 3, 4, 5 | 41,34      |                                                                               |
| 39  | ДС «Юго-Запад»     | ↔               | Сапёров            | 3       | 23,05      |                                                                               |
| 40  | ДС «Юго-Запад»     | ↔               | ДС «Карастояновой» | 3       | 29,56      |                                                                               |
| 40а | Юрия Семеняко      | ↔               | ДС «Карастояновой» | 3       | 33,14      | на маршруте эксплуатируются только троллейбусы с увеличенным автономным ходом |
| 41  | ДС «Уручье-2»      | ↔               | Малинина           | 2, 5    | 34,79      | на маршруте эксплуатируются только троллейбусы с увеличенным автономным ходом |
| 42  | ДС «Дражня»        | ↔               | ДС «Уручье-4»      | 5       | 20,63      |                                                                               |
| 44  | ДС «Запад-3»       | ↔               | АВ «Центральный»   | 4       | 20,26      | на маршруте эксплуатируются только троллейбусы с увеличенным автономным ходом |
| 45  | ДС «Сухарево-5»    | ↔               | Петровщина         | 4       | 15,12      | на маршруте эксплуатируются только троллейбусы с увеличенным автономным ходом |
| 46  | Зелёный Луг-6      | ↔               | Музыкальный театр  | 4       | 19,07      |                                                                               |
| 47  | ДС «Малиновка-4»   | ↔               | ДС «Масюковщина»   | 3       | 31,25      |                                                                               |
| 49  | ДС «Чижовка-1»     | ↔               | Олега Кошевого     | 2, 5    | 19,28      |                                                                               |
| 50  | ДС «Лошица-2»      | ↔               | Автозаводская      | 5       | 12,9       | на маршруте эксплуатируются только троллейбусы с увеличенным автономным ходом |
| 52  | ДС «Малиновка-4»   | ↔               | Люцинская          | 3       | 25,21      | на маршруте эксплуатируются только троллейбусы с увеличенным автономным ходом |
| 53  | ДС «Малиновка-4»   | ↔               | Зелёный Луг-6      | 3       | 38,48      |                                                                               |
| 55  | ДС «Кунцевщина»    | ↔               | Академическая      | 4       | 29,36      |                                                                               |
| 56  | ДС «Серебрянка»    | ↔               | Дражня             | 5       | 17,48      | на маршруте эксплуатируются только троллейбусы с увеличенным автономным ходом |
| 58  | ДС «Масюковщина»   | ↔               | АВ «Центральный»   | 4       | 16,67      | на маршруте эксплуатируются только троллейбусы с увеличенным автономным ходом |
| 59  | ДС «Серова»        | ↔               | Долгобродская      | 2, 5    | 23,9       |                                                                               |
| 60  | ДС «Ангарская-4»   | ↔               | Могилёвская        | 5       | 7,85       |                                                                               |
| 61  | ДС «Уручье-2»      | ↔               | Академическая      | 5       | 21,76      |                                                                               |
| 64  | ДС «Малиновка-4»   | ↔               | Дружная            | 3       | 20,95      | на маршруте эксплуатируются только троллейбусы с увеличенным автономным ходом |
| 65  | ДС «Кунцевщина»    | ↔               | ДС «Дражня»        | 4, 5    | 39,05      |                                                                               |
| 66  | ДС «Сухарево-5»    | ↔               | Михалово           | 3       | 19,24      | на маршруте эксплуатируются только троллейбусы с увеличенным автономным ходом |
| 67  | ДС «Ангарская-4»   | ↔               | АВ «Восточный»     | 2, 5    | 18,38      |                                                                               |
| 68  | ДС «Уручье-2»      | ↔               | Академическая      | 5       | 21,71      |                                                                               |
| 77  | ДС «Сухарево-5»    | ↔               | Сапёров            | 4       | 23,94      |                                                                               |
| 79  | ДС «Ангарская-4»   | ↔               | Могилёвская        | 5       | 10,7       | на маршруте эксплуатируются только троллейбусы с увеличенным автономным ходом |
| 82  | ДС «Серебрянка»    | ↔               | Корженевского      | 2       | 27,65      | на маршруте эксплуатируются только троллейбусы с увеличенным автономным ходом |
| 90  | АС «Юго-Западная»  | ↔               | Юрия Семеняко      | 3       | 10,49      | на маршруте эксплуатируются только троллейбусы с увеличенным автономным ходом |
| 92  | ДС «Карастояновой» | ↔               | Чижовка-6          | 5       | 31,79      |                                                                               |

Закрытые
| №   | Конечные пункты  | Конечные пункты | Конечные пункты      | Дата закрытия    |
| --- | ---------------- | --------------- | -------------------- | ---------------- |
| 3д  | ДС «Ангарская-4» | ↔               | Фабрика «Коммунарка» | 4 мая 2016       |
| 11  | ДС «Лошица-2»    | ↔               | ДС «Курасовщина»     | 12 августа 2017  |
| 12  | ДС «Лермонтова»  | ↔               | Площадь Бангалор     | 17 сентября 2024 |
| 13д | ДС «Запад-3»     | ↔               | Пушкинская           | 7 ноября 2005    |
| 16д | ДС «Чижовка-1»   | ↔               | Фабрика «Коммунарка» | 19 октября 2009  |
| 17д | ДС «Чижовка-6»   | ↔               | Автозаводская        | 1 февраля 2012   |
| 28  | ДС «Веснянка»    | ↔               | Зелёный Луг-3        | 1 сентября 2014  |
| 35д | ДС «Серебрянка»  | ↔               | Круглая площадь      | 1 марта 2021     |
| 36д | ДС «Малиновка-4» | ↔               | Бобруйская           | 2009             |
| 39д | ДС «Юго-Запад»   | ↔               | Городской Вал        | 9 июля 2013      |
| 41д | ДС «Малинина»    | ↔               | Запорожская площадь  | 20 июля 2020     |
| 42д | ДС «Уручье-4»    | ↔               | Московская           | 7 ноября 2007    |
| 43  | ДС «Серова»      | ↔               | Дружная              | 10 февраля 2025  |
| 44д | ДС «Запад-3»     | ↔               | Пушкинская           | 7 ноября 2005    |
| 48  | ДС «Кунцевщина»  | ↔               | Лобанка              | 23 ноября 2020   |
| 51  | ДС «Курасовщина» | ↔               | Дружная              | 10 февраля 2025  |
| 54  | ДС «Масюковщина» | ↔               | Дом кино             | 1 августа 2020   |
| 57  | ДС «Сухарево-5»  | ↔               | Городской Вал        | 1 июля 2022      |
| 62  | ДС «Уручье-2»    | ↔               | ДС «Уручье-4»        | 14 января 2021   |
| 63  | ДС «Юго-Запад»   | ↔               | Дружная              | 16 мая 2022      |

### Оплата проезда
С 2014 года в общественном транспорте Минска введена система оплаты проезда с использованием бесконтактных карт с одновременной установкой электронных компостеров для одноразовых талонов. С июля 2020 года в троллейбусах с автономным ходом и в электробусах реализована оплата проезда смартфоном в приложении «Оплати» с использованием QR-кода, Bluetooth или Wi-Fi метки. С 1 сентября 2020 года система действует на всем наземном транспорте.

## Подвижной состав

### Модели и количество эксплуатируемых машин
По состоянию на 28 марта 2025 года подвижной состав Минского троллейбуса включает в себя 711 троллейбусов (среди которых 157 машин — сочленённые), производства завода «Белкоммунмаш» и Минского автомобильного завода. Среди подвижного состава преобладает модель БКМ-321, машины произведённые в основном в 2008—2009 годах.
| Динамика изменения численности троллейбусов в Минске: | Динамика изменения численности троллейбусов в Минске: | Динамика изменения численности троллейбусов в Минске: | Динамика изменения численности троллейбусов в Минске: | Динамика изменения численности троллейбусов в Минске: | Динамика изменения численности троллейбусов в Минске: | Динамика изменения численности троллейбусов в Минске: | Динамика изменения численности троллейбусов в Минске: | Динамика изменения численности троллейбусов в Минске: | Динамика изменения численности троллейбусов в Минске: | Динамика изменения численности троллейбусов в Минске: | Динамика изменения численности троллейбусов в Минске: | Динамика изменения численности троллейбусов в Минске: | Динамика изменения численности троллейбусов в Минске: |
| 1980                                                  | 1985                                                  | 1990                                                  | 2000                                                  | 2005                                                  | 2008                                                  | 2009                                                  | 2010                                                  | 2011                                                  | 2012                                                  | 2013                                                  | 2014                                                  | 2015                                                  |                                                       |
| ----------------------------------------------------- | ----------------------------------------------------- | ----------------------------------------------------- | ----------------------------------------------------- | ----------------------------------------------------- | ----------------------------------------------------- | ----------------------------------------------------- | ----------------------------------------------------- | ----------------------------------------------------- | ----------------------------------------------------- | ----------------------------------------------------- | ----------------------------------------------------- | ----------------------------------------------------- | ----------------------------------------------------- |
| 741                                                   | 929                                                   | 1073                                                  | 1002                                                  | 1050                                                  | 1022                                                  | 985                                                   | 1007                                                  | 1002                                                  | 990                                                   | 993                                                   | 1001                                                  | 973                                                   |                                                       |
| 2016                                                  | 2017                                                  | 2018                                                  | 2019                                                  | 2020                                                  | 2022                                                  | 2023                                                  | 2024                                                  | 2025                                                  |                                                       |                                                       |                                                       |                                                       |                                                       |
| 907                                                   | 844                                                   | 815                                                   | 756                                                   | 760                                                   | 726                                                   | 718                                                   | 687                                                   | 711                                                   |                                                       |                                                       |                                                       |                                                       |                                                       |

Действующий подвижной состав
| Модель     | Фотография | Завод-изготовитель          | Общее кол-во | Действующие | Начало эксплуатации | Эксплуатант (парк) | Примечание                                                                                                   |
| ---------- | ---------- | --------------------------- | ------------ | ----------- | ------------------- | ------------------ | --- |
| БКМ-32102  |            | «Белкоммунмаш»              | 5            | 4           | 2003                | 5                  | Модификация модели БКМ-321 с тиристорно-импульсной системой управления.                                      |
| БКМ-321    |            | «Белкоммунмаш»              | 318          | 310         | 2007                | 2, 3, 4, 5         | |
| БКМ-333    |            | «Белкоммунмаш»              | 107          | 94          | 2009                | 2, 3, 5            | Одна экспериментальная единица эксплуатировалась в 2001—2012 годах, до начала массовых поставок в 2009 году. |
| МАЗ-203Т70 |            | Минский автомобильный завод | 155          | 155         | 2020                | 2, 3, 4, 5         | |
| БКМ-32100D |            | «Белкоммунмаш»              | 25           | 25          | 2021                | 5                  | |
| БКМ-43300D |            | «Белкоммунмаш»              | 50           | 50          | 2021                | 2, 3, 5            | |
| МАЗ-303Т20 |            | Минский автомобильный завод | 50           | 50          | 2024                | 2, 3, 5            | |

Модели подвижного состава, бывшие в эксплуатации
| Модель      | Завод-изготовитель                               | Начало эксплуатации | Конец эксплуатации | Примечание                                                                      |
| ----------- | ------------------------------------------------ | ------------------- | ------------------ | ------------------------------------------------------------------------------- |
| АКСМ-420    | «Белкоммунмаш»                                   | 2012                | 2022               |                                                                                 |
| АКСМ-221    | «Белкоммунмаш»                                   | 2003                | 2021               |                                                                                 |
| АКСМ-213    | «Белкоммунмаш»                                   | 2002                | 2020               |                                                                                 |
| МАЗ-103Т    | Минский автомобильный завод                      | 1999                | 2019               |                                                                                 |
| АКСМ-201    | «Белкоммунмаш»                                   | 1996                | 2012               |                                                                                 |
| ТролЗа-6205 | «ТролЗа»                                         | 2002                | 2012               |                                                                                 |
| АКСМ-101    | «Белкоммунмаш»                                   | 1993                | 2011               |                                                                                 |
| ЗиУ-682     | Завод имени Урицкого                             | 1973                | 2009               | Модификации: «Б», «В», «В-012», «В-013», «В1», «В10», «Г», «Г-012», «Г10», «ГН» |
| АКСМ-100    | «Белкоммунмаш»                                   | 1992                | 2008               |                                                                                 |
| ЗиУ-683В    | Завод имени Урицкого                             | 1993                | 2007               | 1 единица                                                                       |
| ЮМЗ Т1      | Южный машиностроительный завод                   | 1993                | 2006               |                                                                                 |
| ЗиУ-5       | Завод имени Урицкого                             | 1961                | 1987               |                                                                                 |
| СВАРЗ-ТБЭС  | Сокольнический вагоноремонтно-строительный завод | 1960                | 1973               |                                                                                 |
| МТД-82Д     | Завод имени Урицкого                             | 1952                | 1973               |                                                                                 |

### Обновление подвижного состава
В 2004 году было закуплено 42 новых троллейбуса, в 2005-м — 54 (обновление парка на 5 %). По состоянию на конец 2005 года 65 % минских троллейбусов выработало свой ресурс. В 2006 году в парки поступили 60 единиц АКСМ-213 и 41 АКСМ-321 — всего 101 машина. В 2007 году поступили 10 АКСМ-213, 98 АКСМ-221 и 130 АКСМ-321 — всего 238 машин. В 2008 было закуплено 290 новых машин, это позволило полностью заменить старые троллейбусы ЗиУ новыми АКСМ-213, АКСМ-321 и АКСМ-420. В 2008 и 2010 годах списываются устаревшие троллейбусы модели 101, 201 производства ОАО «Белкоммунмаш».
В 2020 году началось массовое обновление подвижного состава, которое до этого в последний раз в подобных масштабах проводилось в 2009 году, когда массово заменялись троллейбусы моделей ЗиУ-9, АКСМ-101 и АКСМ-201. В результате обновления 2020 года городской парк пополнился троллейбусами моделей МАЗ-203Т70, которые частично заменили собою списанные машины моделей 221 и 32102. В 2021 году в Минск поступили троллейбусы моделей 32100D и 43300D производства «Белкоммунмаш», после чего новые троллейбусы не закупались до 2024 года, а устаревшие БКМы 321, 32102 и 333 продолжали списываться. Всего к 2022 году планировалось закупить 810 новых троллейбусов, однако фактически были приобретены лишь 210. В декабре 2024 года начали поступать троллейбусы МАЗ-303Т20 Минского автозавода, первая партия которых составила 50 единиц. В 2025 году планируется поставка 90 новых троллейбусов с увеличенным автономным ходом.
Существенным отличием троллейбусов последних поставок является наличие увеличенного автономного хода, который составляет в среднем 20—30 километров. В настоящее время в Минске насчитывается 430 троллейбусов без автономного хода и 281 единица — с увеличенным автономным ходом, что составляет 39,5 % от общего количества троллейбусов.

### Цветовое оформление
В 2017 году на общественном транспорте Минске были введены единые цвета для каждого из видов наземного общественного транспорта, цветом минского троллейбуса стал серо-зелёный (салатовый). При этом, троллейбусы, поставляемые с 2009 года приходили примерно в такой же окраске (отличие заключалось в оттенке и наличии белой полосы в верхней части троллейбуса). Введение единой расцветки объяснялось удобством для слабовидящих, корпоративным имиджем, эмоционально-психологическим воздействием и удобством в различиении вида общественного транспорта (в Минске отсутствует единая нумерация для наземного транспорта; до введения единого проездного билета каждый вид транспорта оплачивался отдельно). Также, во избежание ситуаций, когда пассажир путает автобус с троллейбусом, имеющий такой же номер маршрута, в 2023 году помимо единой раскраски кузова, введена единая окраска текста на электронных маршрутоуказателях (ранее на всём наземном транспорте она была либо зелёная, либо оранжевая, в зависимости от модели ЭМУ). Таким образом цвет троллейбусных маршрутоуказателей стал тёмно-зелёным на троллейбусах с ИС «Искра» (троллейбусы МАЗ-203Т, МАЗ-303Т, БКМ-43300D и БКМ-32100D), на некоторых старых моделях троллейбусов с ИС «Интеграл» цвет остался оранжевым. До середины 2010-х годов на троллейбусах размещалась наружная реклама.
Троллейбусы моделей ЗиУ-682 (эксплуатировались до 2009 года), АКСМ-201 и некоторые АКСМ-213 каждое троллейбусного депо оформляло в свою собственную ливрею. Так, у троллейбусного депо № 1 троллейбусы были окрашены в синий с широкой белой полосой в центра. У депо № 2 была похожая ливрея, но внутри белой полосы располагалась голубая полоса, а спереди — три косых полосы: голубая-синяя-голубая. Троллейбусное депо № 3 окрашивало машины в белый цвет, за исключением крыши и полосы внизу, которые были тёмно-синими. В депо № 4 ливрея сочетала в себе основной белый цвет с полосами белого, красного, оранжевого и жёлтого цветов. У троллейбусного депо № 5 окраска была идентичной второму депо, только вместо трёх полос впереди располагалась одна горизонтальная голубая полоса.

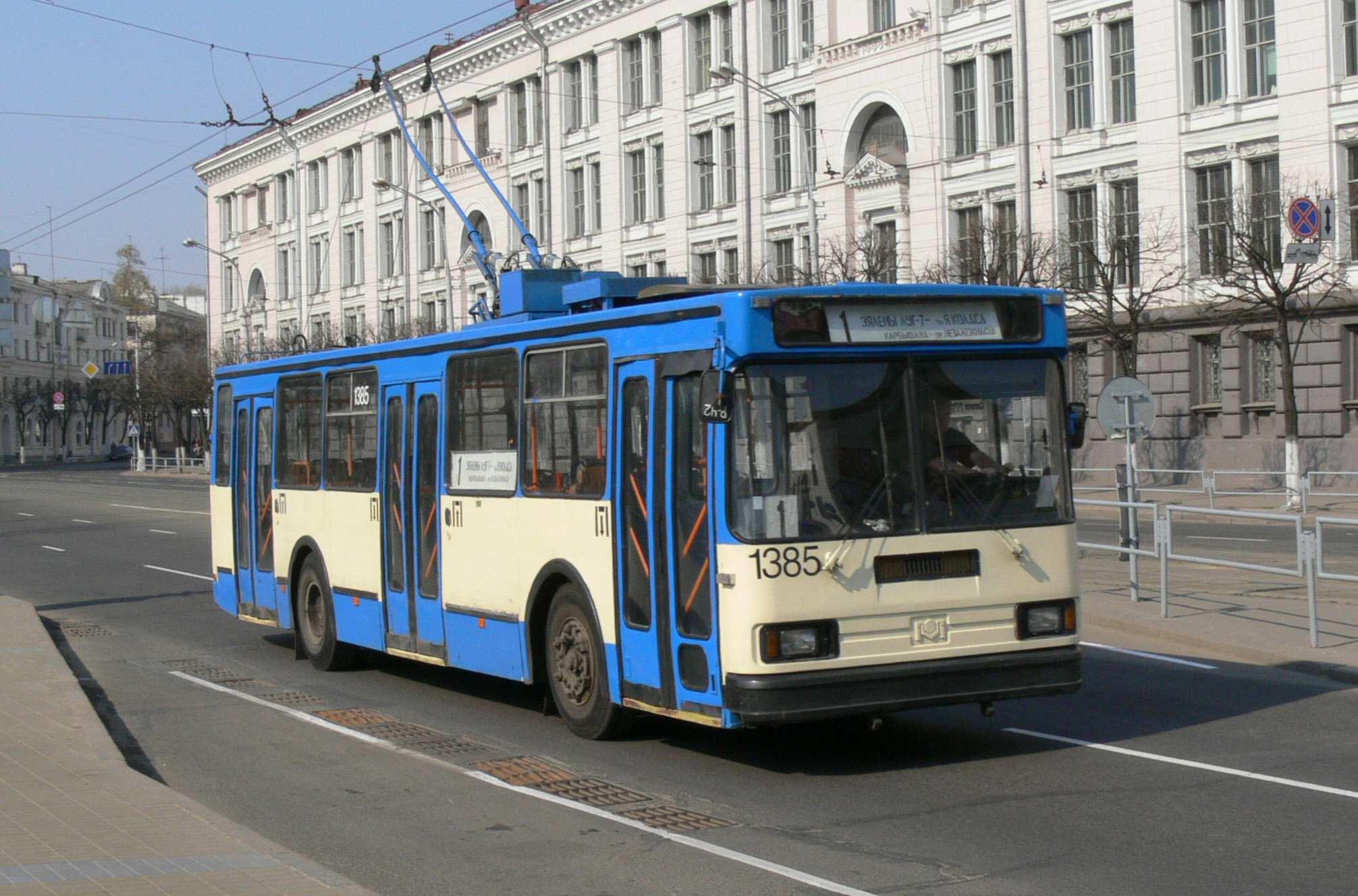
Окрас в троллейбусном депо № 1
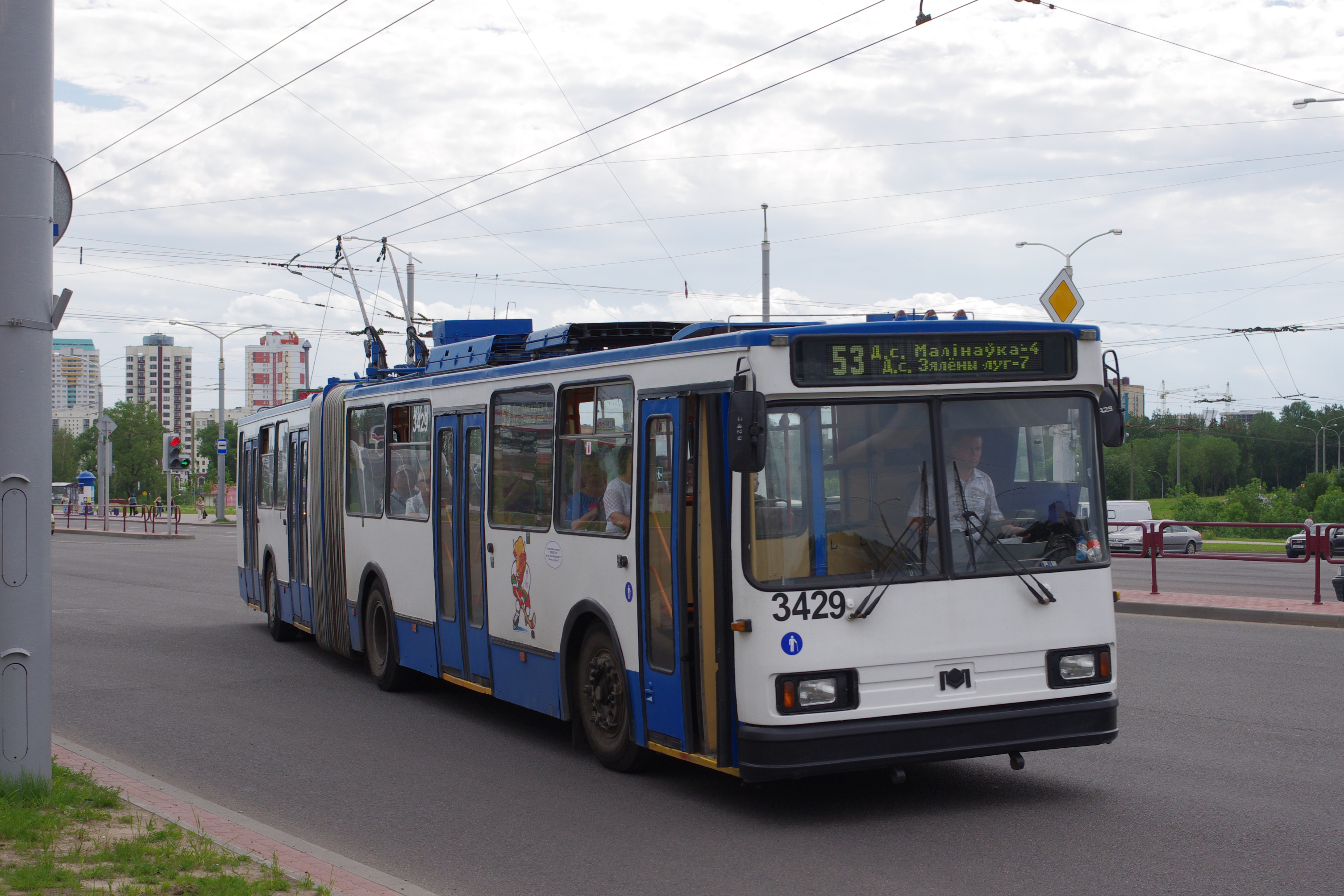
Окрас троллейбусов в депо № 3
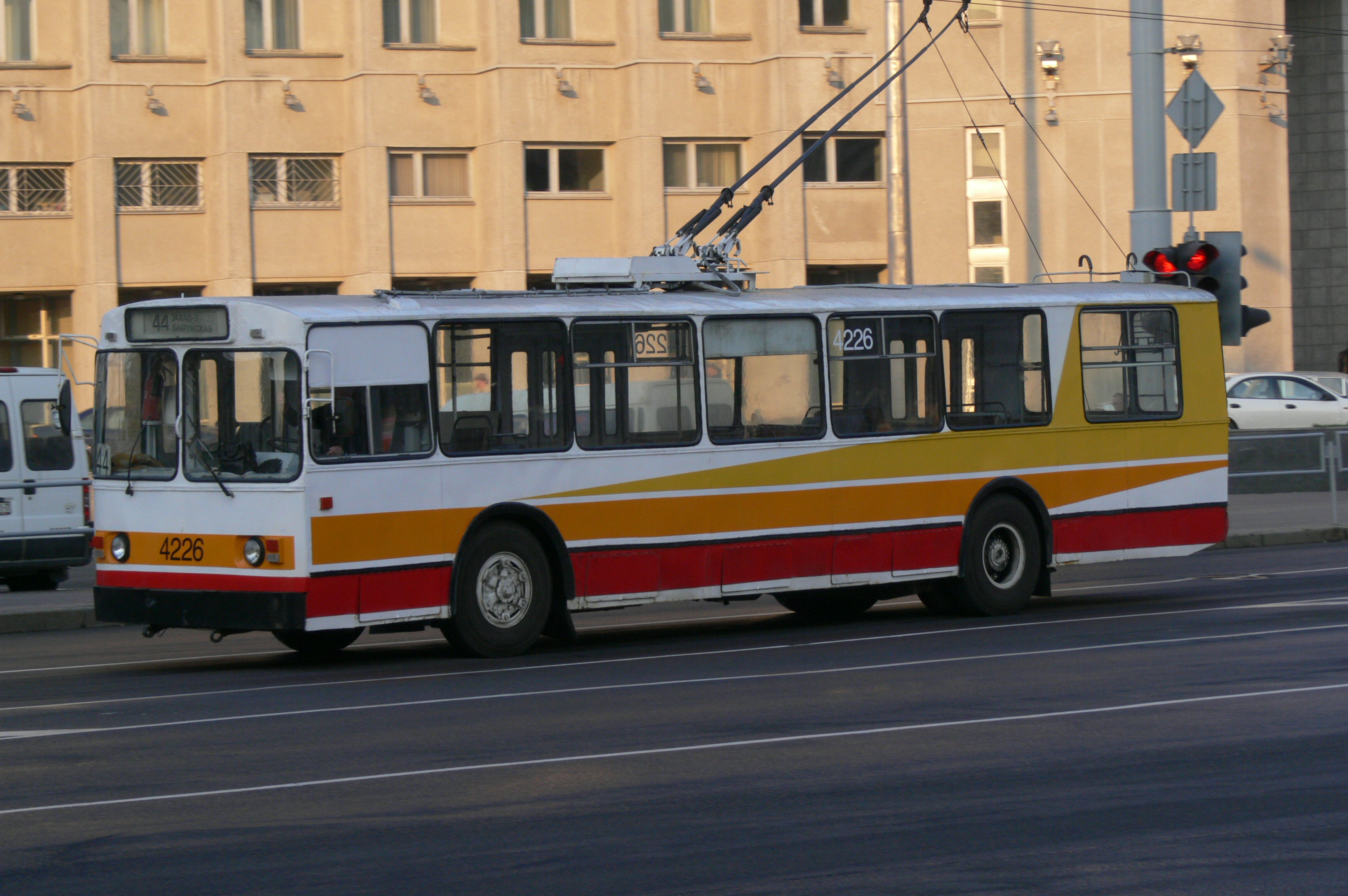
Ливрея депо № 4

## Троллейбусные парки
В настоящее время маршруты обслуживают 4 троллейбусных парка.
Троллейбусный парк № 1
После открытия троллейбусного движения в 1952 году, все троллейбусы обслуживались совместно с трамваями на площадке исторического трамвайного депо. В 1967 году трамваи были переведены в новое депо, открытое на улице Ботанической, а трамвайно-троллейбусное депо было переоборудовано в полностью троллейбусное. Старейший троллейбусный парк располагался в центре Минска, по адресу пр-т Машерова, 5 (ранее ул. Варвашени, 5; 53°54′43″ с. ш. 27°34′28″ в. д.). Он был закрыт в 2006 году, проработав 54 года. Занимаемая им территория согласно генплану Минска отойдёт под жилищное строительство.
На территории парка располагался памятник первому Минскому троллейбусу. В настоящее время парк перенесён на новую территорию в Уручье и обслуживает автобусные маршруты (переименован в транспортный парк № 1).
Транспортный парк № 2 (до 01.02.2023 г. являлся Троллейбусным парком № 2)
Расположен на улице Ванеева, 31 (53°52′25″ с. ш. 27°35′13″ в. д.). Открыт 01.04.1971 г. Площадь- 6,17 га. Обслуживаемое количество техники- 170. Обслуживаемые диспетчерские станции: «Серова», «Серебрянка», «Курасовщина», «Чижовка-1», а также 15 троллейбусных маршрутов. В 2022 году начался процесс закрытия автобусного парка № 2, для освобождения занимаемой им площадки для жилищного строительства. В связи с этим в троллейбусный парк № 2 была переведена часть обслуживаемых АП № 2 автобусов и маршрутов. Маршруты троллейбуса: 5 электробус, 6 электробус, 15, 19, 20, 22, 24, 27, 30, 35, 41 электробус, 43, 49, 51, 59, 82
Троллейбусный парк № 3

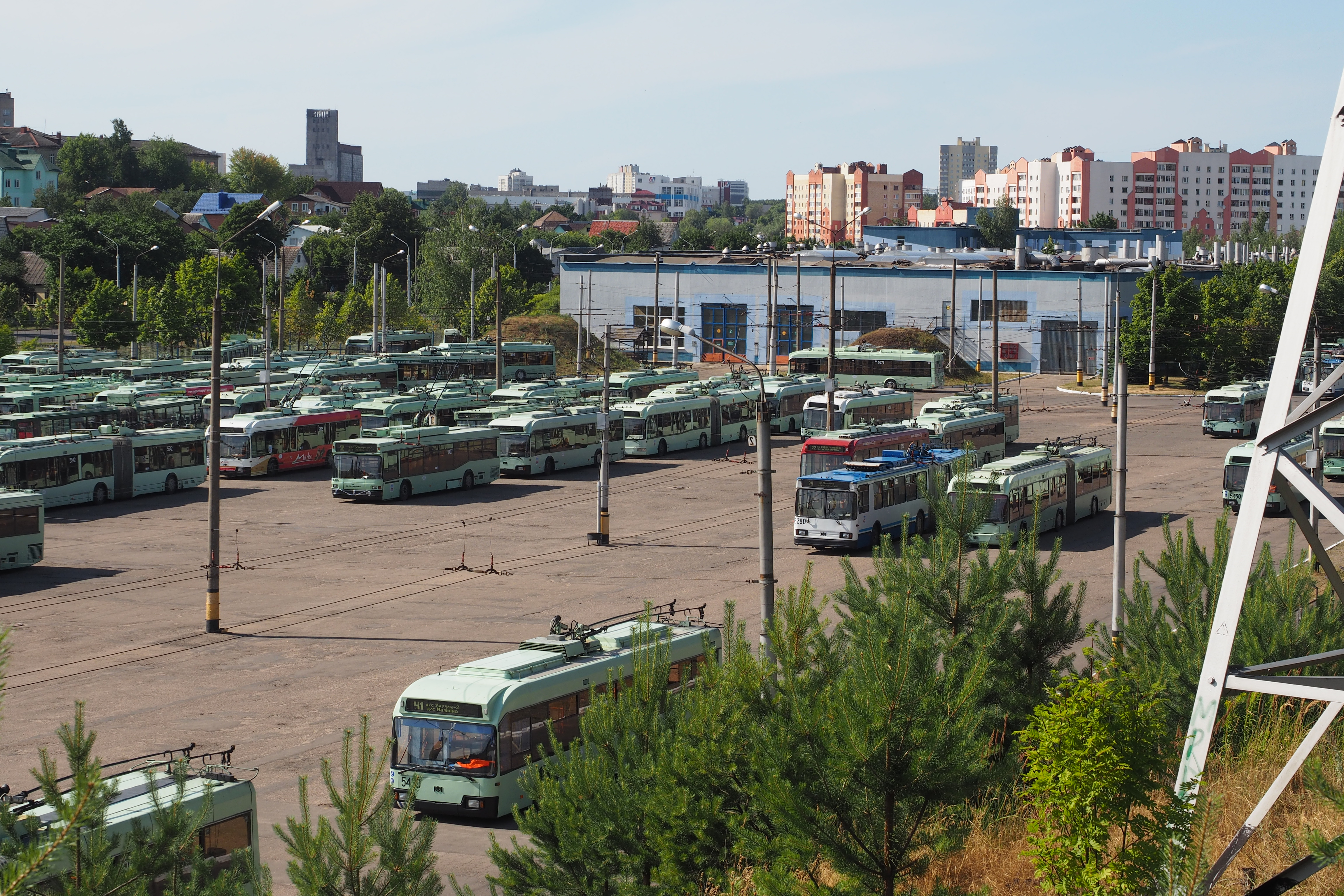

Появление новых микрорайонов в западной части Минска (Кунцевщина, Юго-Запад, Курасовщина и др.), вызвало необходимость строительства нового троллейбусного депо — для улучшения транспортного обслуживания населения. Таким образом 2 января 1979 года был введён в эксплуатацию троллейбусный парк № 3 на улице Гурского,17 (53°52′53″ с. ш. 27°29′16″ в. д.). В 1986 году впервые среди троллейбусных парков СССР был внедрён поточный метод технического обслуживания троллейбусов, в 1987 году — разработан поточный метод текущего ремонта троллейбусов. Троллейбусный парк имеет общую площадь 9,12 га, обслуживает около 200 троллейбусов и 13 маршрутов. Средний возраст подвижного состава — 8,1 лет, полностью амортизировано 94 троллейбуса. В среднем ежемесячно услугами парка пользуется более 3,1 миллионов пассажиров. В 2021 году было перевезено 37,4 миллионов человек. В ведении троллейбусного парка № 3 находятся диспетчерские станции «Юго-Запад», «Малиновка-4» и «Лермонтова», общей площадью 3,4 га. Маршруты троллейбуса: 10, 12, 25, 31, 32, 36, 38, 39, 40, 40а, 46, 47, 51, 52, 53, 64, 90.
Транспортный парк № 4 (до 01.02.2023 г. являлся Троллейбусным парком № 4)
Расположен на улице Харьковская, 16 (53°54′09″ с. ш. 27°31′07″ в. д.). Открыт 01.10.1985 г. Обслуживаемые диспетчерские станции: «Масюковщина», «Одоевского», «Сухарево-5», а также 16 троллейбусных и 5 городских автобусных маршрутов. Площадь- 6,3 га (включая диспетчерские станции- 1,9 га). Обслуживаемое количество техники- 194 (включая около 30 электробусов).. Маршруты троллейбуса: 4, 7, 8, 9, 13, 14, 18, 21, 31, 38, 44, 45, 52, 55, 58, 77.
Троллейбусный парк № 5
Расположен на улице Солтыса, 26 (53°53′31″ с. ш. 27°39′25″ в. д.)
. Открыт 15.11.1988 г. Обслуживаемые диспетчерские станции: «Дражня», «Калиновского», «Уручье-2». По количеству обслуживаемых троллейбусов (около 250 единиц) и длине маршрутной сети (~32 % общегородской) является крупнейшим троллейбусным парком в городе. По площади крупнейшим в мире (может вместить 300 единиц подвижного состава).
Маршруты троллейбуса: 1, 2, 3, 16, 17, 22, 26, 29, 33, 34, 35, 37, 38, 41, 42, 46, 50, 56, 60, 61, 67, 68, 79, 92.

## В культуре
Троллейбусы Минска упоминаются в песнях Макса Коржа «Тралики» и «Неважно»:
Выстоять, хоть одет не по погоде
Я сам решил, пусть тралики уже не ходят«Тралики»
Я и годы пролетят в отражении
Унылых окон паршивых траликов«Неважно»